# Blondelia vexillaria
Blondelia vexillaria là một loài ruồi trong họ Tachinidae.